# Brad Gillis

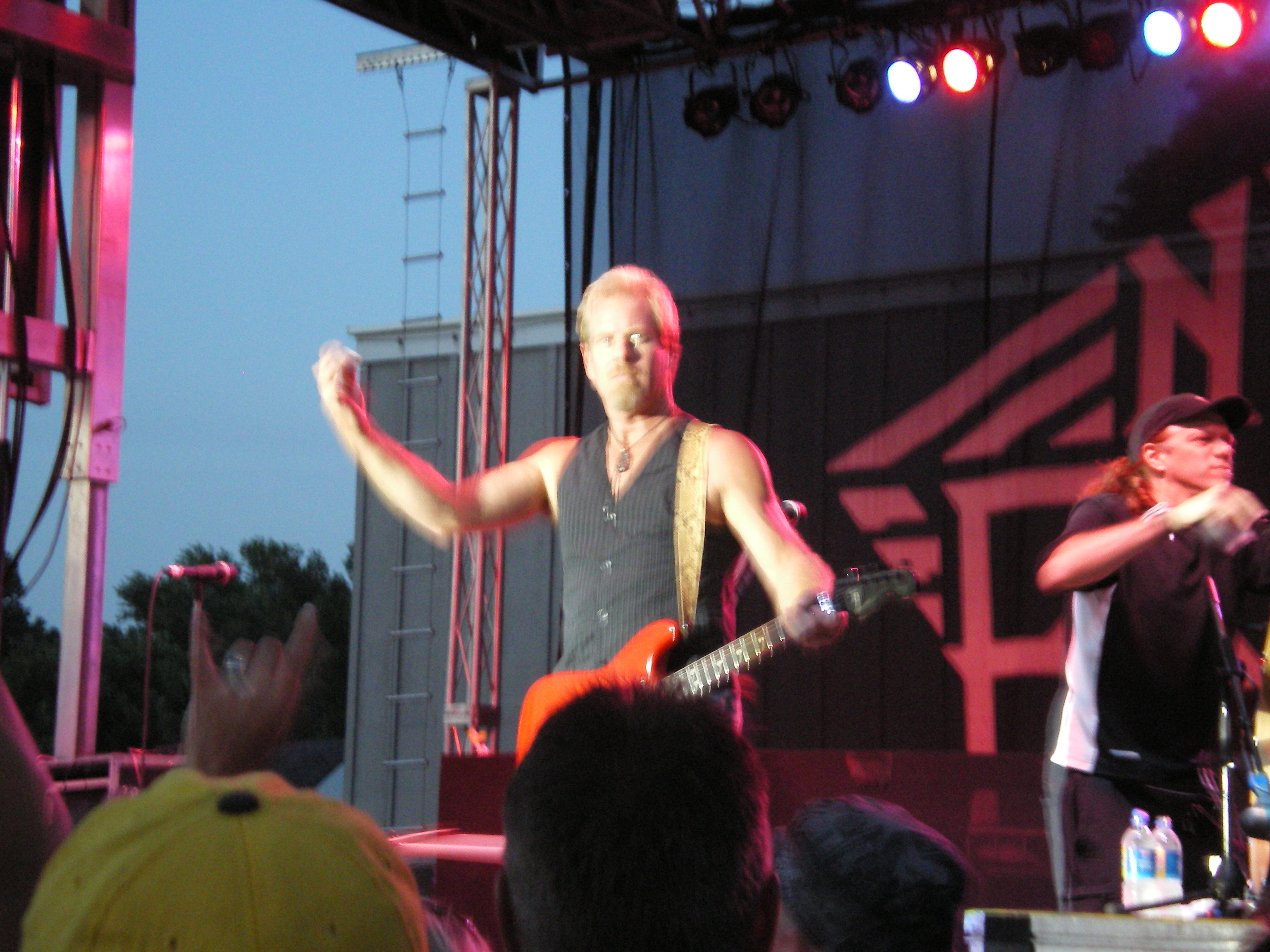
Brad Gillis (2009)

Brad Gillis (* 15. Juni 1957) ist ein amerikanischer Gitarrist, der vor allem durch die Band Night Ranger bekannt ist.
Vor seiner Zeit bei Night Ranger spielte er während der 1970er Jahre bei der Band Rubicon. Außerdem ersetzte er 1982 für einige Monate den zuvor verstorbenen Gitarristen Randy Rhoads bei Ozzy Osbourne. Er veröffentlichte auch mehrere Solo-Alben.

## Diskografie

### Mit Rubicon
- Rubicon
- American Dreams

### Mit Night Ranger
- Dawn Patrol
- Midnight Madness
- Seven Wishes
- Big Life
- Man in Motion
- Feeding off the Mojo
- Neverland
- Seven
- Hole In The Sun

### Mit Ozzy Osbourne
- Speak of the Devil (1982)

### Mit Fiona
- Heart Like a Gun (1989)

### Solo
- Gilrock Ranch (1993)
- Alligator (2000)

### Mit Derek Sherinian
- Blood of the Snake (2006)

### Mit Vicious Rumors
- Warball (2006)